# 蘇原自然公園
蘇原自然公園（そはらしぜんこうえん）とは、岐阜県各務原市蘇原北山町にある公園である。

## 概要
2000年（平成12年）開園。2008年（平成20年）2月23日にリニューアルが行われた。
各務原アルプスの北山（標高308m）の南西の麓にある公園である。森林と小川と池があり、池には水生植物が植えられている。小川と池の水は各務原トンネルの湧水を活用している。
権現山へ登るルート（蘇原自然公園から伊吹の滝、北山展望台を経由し、権現山）が整備されている。
紅白の約50本の梅の木が植えられており、梅の名所でもある。

## 施設など
- 遊歩道
- 休憩小屋
- 広場
- やすらぎの森
- 憩いの家

## 公共交通
- 各務原市ふれあいバス蘇原線「外山町」バス停下車、徒歩約10分。

## 周辺
- 伊吹の滝
- 伊吹の瀧不動明王
- 北山池